# 15-й горный армейский корпус (вермахт)
15-й горный армейский корпус (нем. XV. Gebirgskorps) — создан 12 августа 1943 года.

## Боевой путь корпуса
Сформирован на территории Хорватии, всю войну дислоцировался там же, воевал против коммунистических партизан Тито.

## Состав корпуса
В декабре 1943:
- 114-я лёгкая пехотная дивизия
- 264-я пехотная дивизия
- 371-я пехотная дивизия
- 373-я пехотная дивизия (хорватская)
- 1-я казачья дивизия

В мае 1944:
- 264-я пехотная дивизия
- 373-я пехотная дивизия (хорватская)
- 392-я пехотная дивизия (хорватская)

В марте 1945:
- 373-я пехотная дивизия (хорватская)
- 392-я пехотная дивизия (хорватская)

## Командующие корпусом
- с 25 августа 1943 — генерал пехоты Рудольф Лютерс
- с 1 ноября 1943 — генерал пехоты Эрнст фон Лейзер
- с 1 августа 1944 — генерал танковых войск Густав Фен